# Jacques Ier de Coucy
Pour les articles homonymes, voir Jacques Ier.
Jacques Ier de Coucy, seigneur de Vervins (né en 1487, décapité en place de Grève en juillet 1549), fut gouverneur militaire de Boulogne-sur-Mer. 

## Biographie
Jacques de Coucy était le fils de Raoul III de Coucy (1447-1488) et d'Hélène de la Chapelle, et le beau-fils du Maréchal  de France Oudard du Biez.
Enfermé dans Boulogne, après 60 jours de siège, il offre sa reddition aux Anglais, poussant François Ier à accepter la trêve de Crépy-en-Laonnois. 

Le roi le chargea de reprendre la citadelle et de construire un fort près la Tour d'Ordre ; mais Coucy s'acquitta mal de cette mission : il construisit le fort au-dessous du lieu qui avait été prescrit. Sa cavalerie fut battue dans une sortie, et l'armée fut obligée de se retirer.
À la mort de François Ier, les Guise, tout-puissants, résolurent de ruiner le crédit de tous leurs adversaires. Ils firent intenter au maréchal Oudard du Biez, gouverneur de Picardie, un procès pour concussion et trahison ; en 1549, un tribunal le condamna à mort. Henri II commua sa peine en détention perpétuelle, mais il fut contraint de monter sur l'échafaud où l'on décapitait son gendre, Jacques de Coucy, et là il fut dépouillé de ses titres et dignités, et dégradé de noblesse.
Sa mémoire fut réhabilitée sous le règne d'Henri III.